# Unión Matemática de América Latina y el Caribe
La Unión Matemática de América Latina y el Caribe (UMALCA) es una organización conformada en acuerdo entre sociedades matemáticas de la región mencionada. En la actualidad está conformada por las sociedades matemáticas nacionales de Argentina, Brasil, Chile, Colombia, Ecuador, Cuba, México, Perú, Uruguay y Venezuela. Fue fundada en julio de 1995, en una reunión realizada en el Instituto de Matemática Pura e Aplicada en Brasil, siendo su primer presidente el Dr. Mario Wschebor y su primer secretario, el Dr. Roberto Markarian, ambos de Uruguay. Actualmente (2009) la unión es presidida por el Dr. Servet Martínez de Chile, siendo secretario el Dr. Carlos Di Prisco de Venezuela.

## Principales actividades
Entre las principales actividades de la UMALCA figuran la organización de eventos regionales de matemática. Entre estos se destacan los Congresos Latinoamericanos de Matemática (CLAM). El primero de estos eventos tuvo lugar en Río de Janeiro, en el Instituto de Matemática Pura e Aplicada, en Brasil del 31 de julio al 4 de agosto de 2000. El segundo CLAM tuvo lugar en Cancún, México del 20 al 26 de junio de 2004. El tercer CLAM tuvo lugar del 31 de agosto al 4 de septiembre de 2009, en Santiago de Chile, Chile. El cuarto CLAM tuvo lugar del 6 al 10 de agosto de 2012 en Córdoba (Argentina). El quinto CLAM tuvo lugar del 11 al 15 de julio de 2016 en Barranquilla, Colombia. El sexto tendrá llugar del 20 al 24 de julio de 2020 en Montevideo, Uruguay.
Además de estos eventos, la UMALCA organiza Escuelas de Matemática de América Latina y del Caribe (EMALCA), y Escuelas Latinoamerimacanas de Matemática (ELAM), como forma de promover el desarrollo de investigación matemática en la región que representa. Para estas actividades, la UMALCA trabaja en cooperación con El Centro International de Matemática Pura y Aplicada (CIMPA).